# Campionato mondiale universitario di football americano
Il Campionato mondiale universitario di football americano è stato  una competizione sportiva internazionale a cadenza biennale, in cui si assegnava il titolo mondiale di football americano universitario.

## Elenco edizioni
| Anno          | Ospitante               |                                       | Finale                                | Finale                                | Finale   |           | Finale terzo e quarto posto | Finale terzo e quarto posto | Finale terzo e quarto posto |
| Anno          | Ospitante               | Vincente                              | Risultato                             | 2º posto                              | 3º posto | Risultato | 4º posto                    |                             |                             |
| 2014 Dettagli | Svezia Uppsala          | Messico                               | [ 1 ]                                 | Giappone                              | Svezia   |           | Finlandia                   |                             |                             |
| 2016 Dettagli | Messico Monterrey       | Messico                               | [ 1 ]                                 | Stati Uniti                           | Giappone |           | Cina                        |                             |                             |
| 2018 Dettagli | Cina Harbin             | Messico                               | [ 1 ]                                 | Stati Uniti                           | Giappone |           | Corea del Sud               |                             |                             |
| 2020 Dettagli | Ungheria Székesfehérvár | Annullato per la pandemia di COVID-19 | Annullato per la pandemia di COVID-19 | Annullato per la pandemia di COVID-19 | —        | —         | —                           |                             |                             |

## Partecipazioni e prestazioni
Legenda
| -: non partecipante/non qualificata. R: ritiratasi prima dell'inizio del torneo. Q: qualificata a un'edizione ancora da disputare. | nª: classificata nella posizione n. V: campione. |

| Nazionale       | 2014 | 2016 | 2018 | 2020 | Partecip. | Vittorie | Secondi posti | Terzi posti |
| --------------- | ---- | ---- | ---- | ---- | --------- | -------- | ------------- | ----------- |
| Messico         | V    | V    | V    | Q    | 3         | 3        | -             | -           |
|                 |      |      |      |      |           |          |               |             |
| Stati Uniti     | -    | 2ª   | 2ª   | Q    | 2         | -        | 2             | -           |
| Giappone        | 2ª   | 3ª   | 3ª   | Q    | 2         | -        | 1             | 2           |
| Svezia          | 3ª   | R    | -    | -    | 1         | -        | -             | 1           |
|                 |      |      |      |      |           |          |               |             |
| Cina            | 5ª   | 4ª   | 5ª   | -    | 3         | -        | -             | -           |
| Corea del Sud   | -    | -    | 4ª   | -    | 1         | -        | -             | -           |
| Guatemala       | -    | 5ª   | -    | -    | 1         | -        | -             | -           |
| Finlandia       | 4ª   | R    | -    | -    | 1         | -        | -             | -           |
|                 |      |      |      |      |           |          |               |             |
| Australia       | -    | -    | -    | Q    | 0         | -        | -             | -           |
| Cile            | -    | -    | -    | Q    | 0         | -        | -             | -           |
| Gran Bretagna   | -    | -    | -    | Q    | 0         | -        | -             | -           |
| Ungheria        | -    | -    | -    | Q    | 0         | -        | -             | -           |
|                 |      |      |      |      |           |          |               |             |
| Canada          | -    | R    | -    | -    | 0         | -        | -             | -           |
| India           | -    | R    | -    | -    | 0         | -        | -             | -           |
| Kenya           | -    | R    | -    | -    | 0         | -        | -             | -           |
| Samoa Americane | -    | R    | -    | -    | 0         | -        | -             | -           |